# Proclamació de la República Brasilera

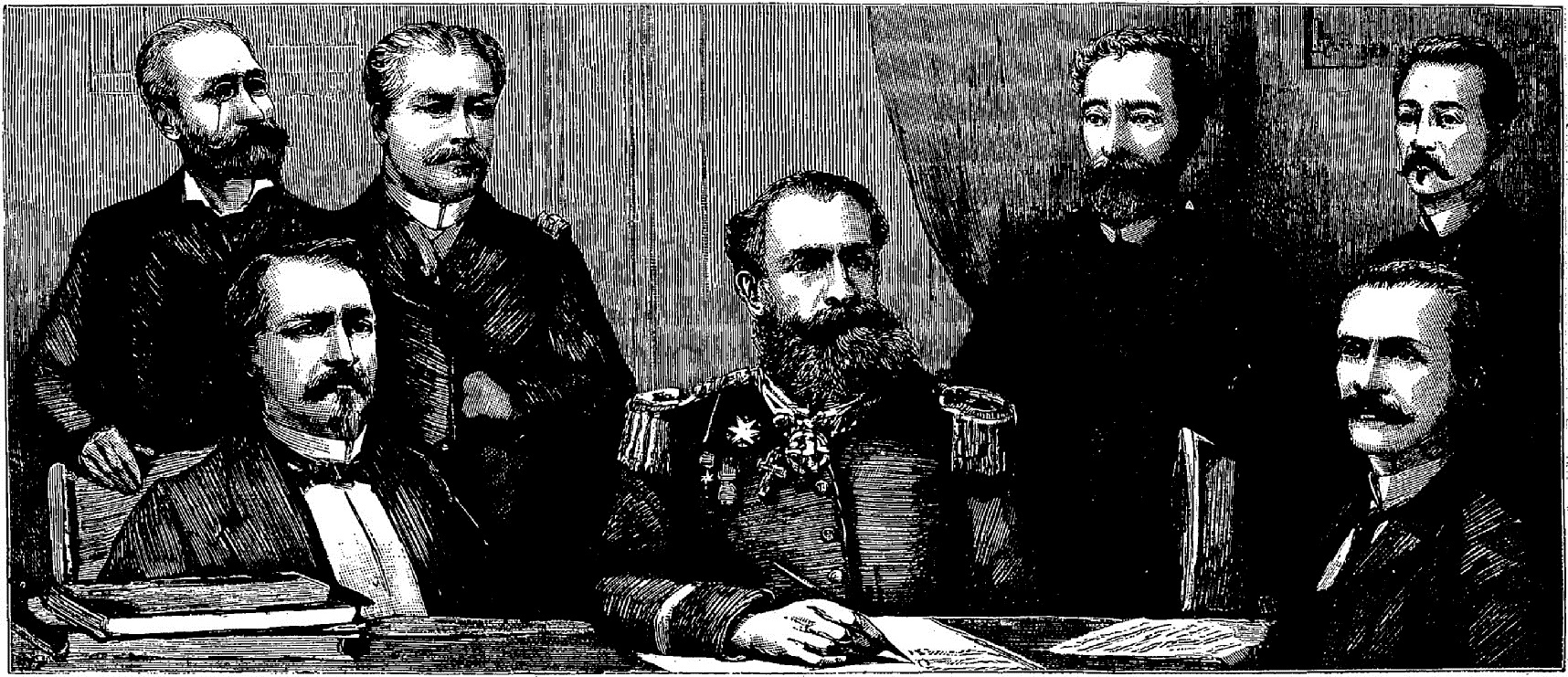
El Nou Ministeri: Doctor Aristides Lobo, Ministre de l'Interior; M. Eduardo Vandenkolk, Ministre de la Marina; El tinent-coronel Benjamin Constant, Ministre de la Guerra; El mariscal Deodoro da Fonseca, President de la República; M. Quintino Bocaiúva, Ministre dels Afers estrangers; Doctor Demétrio Ribeiro, Ministre de l'Agricultura; Doctor Ruy Barbosa, Ministre d'hisenda.

La proclamació de la república del Brasil, va tenir lloc el 15 de novembre de 1889 a Rio de Janeiro. Organitzada per una facció de l'Exèrcit brasiler dirigit pel mariscal republicà Deodoro da Fonseca, va prendre la forma d'un cop d'estat militar que va posat fi al regnat de l'emperador Pere II del Brasil i a l'existència fins i tot del règim imperial.

Les poques persones que van assistir als esdeveniments no es van adonar que es tractava d'una revolució. L'historiadora Lídia Besouchet destaca que 
| « | rarament una revolució té lloc d'una manera tan pacífica | » |

. Al llarg del cop d'estat, Pere II no mostra cap emoció, com si no estigués afectat per la seva sortida Rebutja tots els suggeriments avançats pels polítics i els caps militars per reprimir la rebel·lió. Es va produir una important reacció monàrquica però va ser reprimida amb força pels republicans, i ni Pere II ni la seva filla donen suport realment a la restauració Mantinguda a part del cop d'estat i comprovant l'acceptació passiva de la situació per l'emperador, la classe política aprova el reemplaçament de la monarquia per una república. No sap que l'objectiu dels organitzadors del cop d'estat és la creació d'una dictadura més que una república presidencial o parlamentària
Poc després d'haver fet fora el president del Consell Afonso Celso de Assis Figueiredo, vescomte de Ouro Preto, i fet detenir la família imperial, empresonada al seu palau i a continuació exiliada, el mariscal Deodoro da Fonseca s'autoproclama president del govern provisional, posa en marxa un govern provisional En el qual ocupen una plaça els ministres Benjamin Constant Botelho de Magalhães, Quintino Bocaiúva, Rui Barbosa, Campos Sales, Aristides Lobo, Demétrio Ribeiro i Eduardo Wandenkolk, tots membres de la maçoneria brasilera i addictes del positivisme, la divisa dels quals, ordre i progrés (ordem y progresso), adorna la bandera de la nova república.